# Ido

Flaga języka Ido

Ido (-ides – grecki przyrostek patronimiczny = odojcowski) – sztuczny język opracowany w 1908 na bazie esperanto, stąd jego druga nazwa: esperanto reformita = 'esperanto reformowane'. Jego autorami byli Louis Couturat i Leopold Leau. Celem reformy było usunięcie niektórych krytykowanych cech esperanta, jak końcówka biernika czy tabela korelatywów, a także poprawienie brzmienia języka. Ido jest zasadniczo językiem schematycznym z pewnymi cechami języka naturalistycznego.
Wielkim propagatorem esperanto reformita był laureat Nagrody Nobla w dziedzinie chemii Wilhelm Ostwald, który część otrzymanych pieniędzy przekazał na promocję języka ido.
Liczba użytkowników ido jest niewielka (wynosi szacunkowo od 200 do 5000); mieszkają oni także w Polsce, gdzie miały miejsce dwie międzynarodowe konwencje poświęcone temu językowi (w 1998 w Białobrzegach oraz w 2002 w Krakowie).
Przykładowy tekst (modlitwa „Ojcze Nasz”):
Patro nia, qua esas en la cielo,
tua nomo santigesez;
tua regno advenez;
tua volo facesez quale en la cielo
tale anke sur la tero.
Donez a ni cadie l'omnidiala pano,
e pardonez a ni nia ofensi,
quale anke ni pardonas a nia ofensanti,
e ne duktez ni aden la tento,
ma liberigez ni del malajo.

## Gramatyka

### Alfabet
Litery: a b c d e f g h i j k l m n o p q r s t u v w x y z
Samogłoski: a e i o u
Spółgłoski: b c d f g h j k l m n p q r s t v w x y
Dwuznaki: ch sh qu
Dyftongi: au eu

### Szyk zdania
Standardowym szykiem zdania jest SVO (Podmiot, czasownik, dopełnienie): Me amas ilu (Ja kocham go).
Można zastosować niestandardowy szyk zdania przy użyciu sufiksu -n, który zmienia przypadek z mianownika na biernik: Ilun me amas (Go ja kocham).
Pytania zamknięte zaczynają się od słowa ka (czy): Ka me amas ilu? (Czy ja go kocham?)

### Rzeczowniki
Rzeczowniki tworzy się, dodając do tematu sufiks -o.
|                   | Mianownik | Biernik |
| ----------------- | --------- | ------- |
| Liczba pojedyncza | -o        | -o      |
| Liczba mnoga      | -i        | -i      |

Generalnie rzeczowniki mają rodzaj nijaki. Można jednak pokazać płeć poprzez dodanie sufiksów: -ul- (męską) i -in- (żeńską). kuzo (kuzyn albo kuzynka), kuzulo (kuzyn), kuzino (kuzynka).

### Przedimek
Nie istnieje przedimek nieokreślony, ale istnieje przedimek określony la i przedimek dla liczby mnogiej le, który jest używany, jeżeli nie można użyć sufiksu -i.
- tablo, stulo, domo (stół, krzesło, dom)
- tabli, stuli, domi (stoły, krzesła, domy)
- la tablo, la stulo, la domo (stół, krzesło, dom z przedimkiem określonym)
- la tabli, la stuli, la domi (stoły, krzesła, domy z przedimkiem określonym)
- le 8 (ósemki)
- le Meyer (Meyerowie)

### Przymiotniki
Przymiotniki tworzy się, dodając do tematu sufiks -a.
|                   | Mianownik | Biernik |
| ----------------- | --------- | ------- |
| Liczba pojedyncza | -a        | -a      |
| Liczba mnoga      | -a        | -a      |

### Liczebniki
Podstawowe morfemy liczebnikowe to:
| 0    | nul  |
| 1    | un   |
| 2    | du   |
| 3    | tri  |
| 4    | quar |
| 5    | kin  |
| 6    | sis  |
| 7    | sep  |
| 8    | ok   |
| 9    | non  |
| 10   | dek  |
| 100  | cent |
| 1000 | mil  |

### Czasowniki
W ido występują trzy czasy proste jak również bezokolicznik, tryb rozkazujący i tryb przypuszczający.
| Czas teraźniejszy    | -as |
| Czas przeszły        | -is |
| Czas przyszły        | -os |
| Bezokolicznik        | -ar |
| Tryb rozkazujący     | -ez |
| Tryb przypuszczający | -us |

Imiesłowy tworzy się przy użyciu następujących morfemów sufiksowych:
|                   | Strona czynna | Strona bierna |
| ----------------- | ------------- | ------------- |
| Czas teraźniejszy | -ant-         | -at-          |
| Czas przeszły     | -int-         | -it-          |
| Czas przyszły     | -ont-         | -ot-          |

### Przysłówek
Przysłówek można stworzyć poprzez dodanie sufiksa -e. bone (dobrze), rapide (szybko), facile (łatwo).